# 親友は悪女
『親友は悪女』（しんゆうはあくじょ）は、和田依子による日本の漫画作品。DPNブックスの電子書籍レーベル「コミックなにとぞ」にて、2019年9月20日から2020年9月2日まで配信された。2022年7月1日には電子単行本が発売され、同年12月28日には小学館から紙版の単行本が上下巻で同時発売された。
2023年1月1日より、本作のその後を描いたスピンオフ作品『親友は悪女～まいごの悪女～』（しんゆうはあくじょ まいごのあくじょ）が同じく「コミックなにとぞ」にて連載中。
2023年1月期にBSテレビ東京にてテレビドラマ化された。

## 登場人物
堀江 真奈（ほりえ まな）
東宮商事の正社員。
高遠 妃乃（たかとお ひめの）
真奈の高校時代の同級生。

## 書誌情報
- 和田依子 『親友は悪女』
  - 電子書籍版：DPNブックス〈コミックなにとぞ〉、全2巻
    - 上 2022年7月1日発売
    - 下 2022年7月1日発売

  - 紙版：小学館〈BCペーパーバックコレクション〉、全2巻
    - 上 2022年12月28日発売[6]、ISBN 978-4-09-861553-7
    - 下 2022年12月28日発売[7]、ISBN 978-4-09-861554-4

## テレビドラマ
2023年1月8日から3月26日まで、BSテレ東で放送された。主演は清水くるみと山谷花純。

### キャスト

#### 主要人物
堀江真奈〈27〉
演 - 清水くるみ
東宮商事の正社員。
高遠妃乃〈27〉
演 - 山谷花純
真奈の高校時代の同級生。

#### 東宮商事
橋井翼
演 - 矢野聖人
真奈が密かに気になっている同僚。
本田愛〈27〉
演 - 石川瑠華
派遣スタッフ。真奈と妃乃の高校時代の同級生。
小関大空〈25〉
演 - 濱正悟
真奈の同僚。
柴山幸樹〈25〉
演 - 酒井大成
真奈の同僚。
竹下亜美〈24〉
演 - 花山瑞貴
真奈の同僚。
東雲拓人〈35〉
演 - 淵上泰史
営業二課課長。真奈の上司。
前川孝太郎〈58〉
演 - イジリー岡田（第5話 - ）
人事担当常務。

#### その他
由佳〈17〉
演 - 赤澤巴菜乃
本田の友人。

#### ゲスト

##### 最終話
妃乃の母
演 - 長田涼子

井口
演 - 中山求一郎

### スタッフ
- 原作 - 和田依子『親友は悪女』（DPNブックス）
- 脚本 - 本山久美子[5]、岡庭ななみ[5]
- 主題歌 - 荒井麻珠「計画的プラトニック」（Purple One Star）[14]
- 監督 - 吉川鮎太[5]、大内隆弘[5]、井上雄介[5]
- プロデューサー - 小林教子（テレビ東京）[5]、奥村麻美子（ホリプロ）[5]
- コンテンツプロデューサー - 浅岡彩子（BSテレ東）[5]、髙橋一馬（BSテレ東）[5]、川島啓資（BSテレ東）[5]、渡辺瑞希（BSテレ東）[5]
- 企画協力 - 33コレクティブ
- 制作 - BSテレ東、ホリプロ
- 製作・著作 - 「親友は悪女」製作委員会2023

### 放送日程
| 話数   | 放送日  | サブタイトル                                | 脚本       | 監督     |
| ------ | ------- | ------------------------------------------- | ---------- | -------- |
| 第1話  | 1月08日 | 再会した親友、彼女の本当の姿とは?           | 本山久美子 | 吉川鮎太 |
| 第2話  | 1月15日 | BBQに現れた親友、彼女の目的は?              | 本山久美子 | 吉川鮎太 |
| 第3話  | 1月22日 | 弁当を届けにきた親友、彼女の目当ては?       | 本山久美子 | 大内隆弘 |
| 第4話  | 1月29日 | 酔いつぶれた親友、彼女の策略とは?           | 本山久美子 | 大内隆弘 |
| 第5話  | 2月05日 | 好きな人を奪った親友、彼女の次の目的は?     | 本山久美子 | 吉川鮎太 |
| 第6話  | 2月12日 | 盗み聞きする親友、彼女の次の標的は?         | 本山久美子 | 吉川鮎太 |
| 第7話  | 2月19日 | 会社に現れた親友、彼女が働く理由とは?       | 岡庭ななみ | 大内隆弘 |
| 第8話  | 2月26日 | 残業する親友、彼女の巧妙な策略とは?         | 岡庭ななみ | 大内隆弘 |
| 第9話  | 3月05日 | 星を見る親友、彼女と交わした約束とは?       | 本山久美子 | 大内隆弘 |
| 第10話 | 3月12日 | 誕生日の親友、彼女が望んだプレゼントとは?   | 本山久美子 | 井上雄介 |
| 第11話 | 3月19日 | 一夜を共にした親友、彼女のさらなる企みとは? | 本山久美子 | 吉川鮎太 |
| 最終話 | 3月26日 | さまよう親友、ぶつかり合った友情の行方は？  | 本山久美子 | 吉川鮎太 |

| BSテレ東 日曜 23:30 - 0:00 枠                                             | BSテレ東 日曜 23:30 - 0:00 枠                                  | BSテレ東 日曜 23:30 - 0:00 枠                                                      |
| 前番組                                                                    | 番組名                                                         | 次番組                                                                             |
| ------------------------------------------------------------------------- | -------------------------------------------------------------- | ---------------------------------------------------------------------------------- |
| 宮下草薙トイランド （2022年11月27日 - 12月18日） 【ここまでバラエティ枠】 | 親友は悪女 （2023年1月8日 - 3月26日） 【本作のみ連続ドラマ枠】 | 乗れない鉄道に乗ってみた! （2023年4月2日 - 〈予定〉） 【ここから再びバラエティ枠】 |